# Casino de Christchurch
El Casino de Christchurch (en inglés: Christchurch Casino) es un establecimiento situado en Christchurch, Nueva Zelanda que ofrece juegos de casino. Los 43.998 metros cuadrados (4,087.5 m²)  de la estructura fueron el primer casino, cuando se inauguró en 1994. El casino opera quinientas máquinas tragamonedas y treinta y cuatro juegos de mesa. La propiedad cuenta con tres restaurantes y dos bares. La entrada está restringida a los clientes por encima de la edad de 20 años.
El 29 de junio de 2004, Sky City Entertainment Group anunció que había resuelto la adquisición de Aspinall (NZ) Limited, que tenía una participación de 40,5% en Christchurch Casinos Limited. El precio de compra fue de NZ $ 93.750.000 (sobre una base libre de deuda). El acuerdo marcó el final de una era para Aspinall.